# Battus philenor subsp. orsua
Battus philenor orsua es una subespecie de la especie Battus philenor de mariposas de la familia Papilionidae.

## Descripción
Esta mariposa tiene la cabeza y el tórax de color negro; el abdomen es color azul metálico con puntos amarillos lateroventrales. El lado dorsal de las alas anteriores es de color oscuro, casi negro mate con un ligero brillo azul, con una serie de manchas (banda submarginal) en la región submarginal o spots de color blanco muy tenue. Las alas posteriores son de color azul metálico (con menor intensidad en la región discal), con 6 manchas submarginales blanquecinas. Ventralmente las alas anteriores son del mismo color que el dorso, sin embargo la banda submarginal o manchas submarginales son de color blanco más marcado. Las alas posteriores presentan región basal y área de cédula discal de color negro mate y el resto azul metálico con 7 manchas anaranjadas casi redondas rodeadas de negro y un punto pequeño de color blanco. Además una serie de puntos blancos en la banda posdiscal proximal. Se distingue de la especie nominal, en que en el área de color azul metálico parte inmediatamente después de la cédula discal; y “cola” o prolongación de la vena M3, no está desarrollada en esta subespecie.

## Distribución
Esta especie se distribuye en las islas Tres Marías (Nayarit).